# Neslihan Atagül
Neslihan Atagül (Istanbul, 20 agosto 1992) è un'attrice turca.
È nota soprattutto per il ruolo della protagonista Nihan Sezin in Endless Love (Kara Sevda), una delle serie turche di maggior successo, venduta in più di 110 paesi e l'unica vincitrice dell'International Emmy Award nel 2017. È anche nota per il ruolo di Neriman Solmaz nella serie Fatih Harbiye e per quello di Nare Çelebi nella serie Sefirin Kızı e altrettanti ruoli nei film Araf e Memories (Senden Bana Kalan). Durante la sua carriera di attrice ha ricevuto numerosi premi e riconoscimenti per le sue interpretazioni, incluso l'Oscar come Miglior attrice al Tokyo International Film Festival.

## Biografia
Nel 2006 ha compiuto il suo debutto come attrice nel film İlk Aşk, per il quale ha vinto il primo premio della sua carriera come Giovane attrice promettente. Poco dopo ha ottenuto il suo primo ruolo nella serie Yaprak Dökümü e, negli anni successivi, ha partecipato ad altre serie come Canım Babam e Kalbim Seni Seçti.
Nel 2012 ha vinto il premio come Miglior attrice al Tokyo International Film Festival per la sua interpretazione nel film Araf. Dopo aver completato l'istruzione primaria e secondaria, ha studiato presso il dipartimento teatrale dell'Università di Yeditepe e dopo aver conseguito la laurea ha ottenuto il ruolo di Şirin Bakirci nella serie Hayat Akşam Ediyor.
Nel 2013 ha ottenuto il suo primo ruolo di protagonista nella serie Fatih Harbiye, accanto all'attore Kadir Doğulu. La serie è un adattamento del libro omonimo dello scrittore turco Peyami Safa, pubblicato nel 1931, dove ha interpretato Neriman Solmaz, una giovane orfana di madre.
Dal 2015 al 2017 è arrivato il ruolo più importante della sua carriera: quello di Nihan Sezin nella serie drammatica e romantica turca Endless Love (Kara Sevda). La serie ha ricevuto l'International Emmy Awards come miglior telenovela nel 2017. Ha anche ricevuto il premio speciale della giuria ai Seoul International Drama Awards. Grazie alla sua interpretazione in questa serie, Neslihan ha vinto quattro premi come attrice. Grazie al successo della serie nel mondo, nel Museo delle Cere "Tashkent City Park" in Uzbekistan, sono esposte due figure Nihan e Kemal nella parte dedicata a Istanbul.
Dal 2019 al 2021 è tornata sugli schermi con la serie Sefirin Kızı, interpretando Nare Çelebi. Per la sua interpretazione nella serie, l'attrice ha vinto il premio come Miglior attrice all'Izmir Artemis International Film Festival. A metà della serie, Neslihan ha annunciato il suo ritiro dalla serie a causa di problemi di salute.
Nel 2022 ha preso parte al programma televisivo in onda su TV8 O Ses Türkiye Yılbaşı Özel. Nel 2022 e nel 2023 ha ottenuto il ruolo di Macide nella serie Gecenin Ucunda, accanto al marito Kadir Doğulu. Nel 2023 ha interpretato il ruolo di Dilara / Handan nel film di Netflix Oh Belinda (Aaahh Belinda) diretto da Deniz Yorulmazer, accanto all'attore Serkan Çayoğlu.

## Vita privata
Nell'ottobre 2013 ha intrapreso una relazione romantica con il collega Kadir Doğulu, suo co-protagonista nella serie Fatih Harbiye. La coppia si è fidanzata il 26 novembre 2015 e si è sposata l'8 luglio 2016. Il 6 marzo 2025 è nato Aziz, il primo figlio della coppia.

## Filmografia

### Cinema
- İlk Aşk, regia di Nihat Durak (2006)
- Araf, regia di Yesim Ustaoglu (2011)
- Memories (Senden Bana Kalan), regia di Abdullah Oğuz (2015)
- Oh Belinda (Aaahh Belinda), regia di Deniz Yorulmazer (2023)

### Televisione
- Yaprak Dökümü – serie TV, 94 episodi (Kanal D, 2006-2010)
- Canım Babam – serie TV, 11 episodi (Show TV, 2011)
- Kalbim Seni Seçti – serie TV, 23 episodi (ATV, 2011)
- Hayat Devam Ediyor – serie TV, 46 episodi (ATV, 2011-2013)
- Fatih Harbiye – serie TV, 50 episodi (Fox, Show TV, 2013-2014)
- Endless Love (Kara Sevda) – serie TV, 74 episodi (Star TV, 2015-2017)
- Dip – serie TV, 8 episodi (puhutv, 2018)
- Sefirin Kızı – serie TV, 36 episodi (Star TV 2019-2021)
- Gecenin Ucunda – serie TV, 26 episodi (Star TV, 2022-2023)

## Programmi televisivi
- O Ses Türkiye Yılbaşı Özel (TV8, 2022) - guest star

## Doppiatrici italiane
Nelle versioni in italiano dei suoi film e delle sue serie TV, Neslihan Atagül è stata doppiata da:
- Sara Ferranti[23] in Endless Love,[24] in Memories[25]

## Riconoscimenti
| Anno | Premio                                                          | Categoria                                     | Opera                     | Risultato       | Fonti  |
| ---- | --------------------------------------------------------------- | --------------------------------------------- | ------------------------- | --------------- | ------ |
| 2006 | Altın Koza Film Festivali                                       | Giovane attrice promettente                   | İlk Aşk                   | Vincitore/trice | [ 26 ] |
| 2007 | Festival del cinema di Mosca                                    | La migliore attrice del presente e del futuro | Yaprak Dökümü             | Vincitore/trice | [ 26 ] |
| 2011 | Altın Koza Film Festivali                                       | Giovane attrice promettente                   | Canım Babam               | Vincitore/trice | [ 26 ] |
| 2012 | 45. SİYAD Ödülleri                                              | Cahide Sonku En İyi Kadın Oyuncu              |                           | Vincitore/trice | [ 26 ] |
| 2012 | Tokyo International Film Festival                               | Miglior attrice                               | [ 3 ] [ 27 ]              | Vincitore/trice |        |
| 2012 | Festival Internazionale del Cinema di Pune                      | La prestazione migliore                       | [ 26 ]                    | Vincitore/trice |        |
| 2012 | 16. Flying Broom International. Festival del cinema delle donne | L'attrice più giovane                         | [ 26 ]                    | Vincitore/trice |        |
| 2015 | Ayaklı Newspaper Awards                                         | Miglior attrice in una serie drammatica       | Endless Love (Kara Sevda) | Vincitore/trice |        |
| 2016 | Golden Object Awards                                            | Miglior attrice                               | Endless Love (Kara Sevda) | Vincitore/trice |        |
| 2016 | 16º Magazinci.com Internet Media                                | Miglior attrice                               | Endless Love (Kara Sevda) | Vincitore/trice |        |
| 2016 | Premi Altın Kelebek                                             | Miglior attrice in un film drammatico         | Endless Love (Kara Sevda) | Candidato/a     |        |
| 2016 | Premi Altın Kelebek                                             | Miglior coppia televisiva (con Burak Özçivit) | Endless Love (Kara Sevda) | Candidato/a     |        |
| 2016 | 6º Ayaklı Gazete TV Stars Awards                                | Miglior attrice in un film drammatico         | Endless Love (Kara Sevda) | Candidato/a     |        |
| 2016 | KTÜ Media Awards                                                | Attrice più votata                            | Endless Love (Kara Sevda) | Candidato/a     |        |
| 2016 | Müzikonair Awards                                               | Miglior attrice                               | Endless Love (Kara Sevda) | Vincitore/trice |        |
| 2016 | Ege University 5th Media Awards                                 | Miglior attrice                               | Endless Love (Kara Sevda) | Candidato/a     |        |
| 2016 | Seoul International Drama Awards                                | Miglior attrice                               | Endless Love (Kara Sevda) | Candidato/a     |        |
| 2017 | Bilkent TV Awards                                               | Miglior attrice                               | Endless Love (Kara Sevda) | Candidato/a     |        |
| 2017 | Turkish Children's Awards                                       | Miglior attrice                               | Endless Love (Kara Sevda) | Candidato/a     |        |
| 2020 | Izmir Artemis International Film Festival                       | Miglior attrice                               | Sefirin Kızı              | Vincitore/trice | [ 26 ] |